# Taste the Blood of Dracula
Taste the Blood of Dracula este un film de groază din 1970, regizat de Peter Sasdy. Rolurile principale sunt interpretate de actorii Christopher Lee, Geoffrey Keen și Gwen Watford.

## Rezumat
În momentul exact al morții lui Dracula (filmul anterior), un bărbat trece pe lângă loc și își adună sângele, pelerină și inelul cu intenția de a-l învia într-un ritual satanic. Trei domni distinși caută ceva interesant în viața lor plictisitoare. Ei contactează unul dintre servitorii lui Dracula și efectuează o ceremonie pe timp de noapte pentru a-l readuce la viață. Aceștia acceptă de la Lordul Courtley misiunea de a-i cumpăra mantia, inelul și o fiolă de sânge aparținând regretatului conte Dracula. În schimb, cele mai secrete dorințe tale vor fi îndeplinite. Într-o ceremonie secretă, cetățenii refuză să bea o poțiune făcută cu sângele lui Dracula, dar Domnul o bea și este bătut până la moarte În răzbunare, hotărăște ca domnii să fie uciși, unul câte unul, de proprii fii.

## Distribuție
- Christopher Lee - contele Dracula
- Geoffrey Keen - William Hargood
- Gwen Watford - Martha Hargood
- Linda Hayden - Alice Hargood
- Peter Sallis - Samuel Paxton
- Anthony Higgins - Paul Paxton (ca Anthony Corlan)
- Isla Blair - Lucy Paxton
- John Carson - Jonathan Secker
- Martin Jarvis - Jeremy Secker
- Ralph Bates - Lord Courtley
- Roy Kinnear - Weller
- Michael Ripper - inspectorul Cobb
- Russell Hunter - Felix
- Shirley Jaffe - Betty
- Keith Marsh - preot
- Reginald Barratt – vicar
- Madeline Smith - Dolly